# UGC 13
UGC 13 es una galaxia espiral barrada localizada en la constelación de Pegaso.